# Agne Simonsson
Agne Simonsson, właśc. Tore Klas Simonsson (ur. 19 października 1935 w Göteborgu, zm. 22 września 2020) – szwedzki piłkarz grający podczas swojej kariery na pozycji napastnika. Srebrny medalista Mistrzostw Świata 1958.

## Kariera
W ojczyźnie grał w Örgryte IS. W 1959 otrzymał nagrodę Guldbollen dla najlepszego szwedzkiego piłkarza. W tym samym roku został piłkarzem Realu Madryt, w Hiszpanii grał także w Realu Sociedad. W 1963 wrócił do Szwecji. W reprezentacji Szwecji w latach 1957–1967 zagrał 51 razy i strzelił 27 bramek. Podczas Mistrzostw Świata w 1958 wystąpił w pięciu meczach i zdobył 4 gole, w tym w finałowym meczu z Brazylią, przegranym 2:5.
Pracował jako trener. W 1985 poprowadził Örgryte do mistrzostwa Szwecji.